# Morrígan

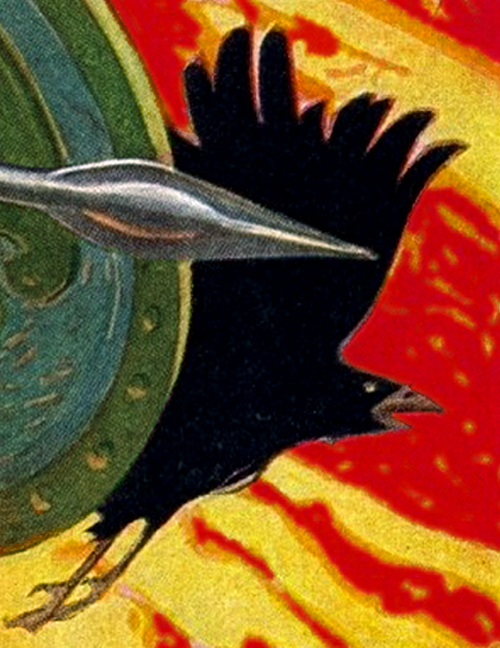
Morrígan jako vrána, detail z obrazu Josepha Christiana Leyendeckera

Morrígan (královna přízraků) nebo Mórrígan (velká královna), také známá pod jménem Morrígu, je bohyně z irské mytologie.
Je zvláště spojovaná s Osudem a to hlavně předpovídáním prohry a smrti v bitvě. V této roli se ukazuje ve formě vrány, letíc nad bitevním polem. Tím se přibližuje Valkýrám ze severské mytologie. Také bývá spojována s nezávislostí a její vazba na skot může ukazovat na spojitost s bohatstvím a zemí.
Často je popisována jako trojice osob, sester. I když je členství v této trojici proměnlivé, nejčastěji uváděná kombinace v moderních zdrojích je Badb, Macha a Nemain. Primární zdroje ale ukazují spíše na trojici Badb, Macha a Anand. Anand je též jiné jméno pro Morrigan.
Jiná podání mluví o Fea a dalších.
Výrazně zasáhla také do života ulsterského hrdiny Cúchulainna. Před jednou z bitev se mu zjeví jako překrásná dívka, ale on odmítne její lásku. Morrigan pak zasáhne do nadcházející bitvy. Příštího rána zaútočí v podobě černého úhoře, který brodícímu Cúchulainnovi podrazí nohy. Jen co Cúchulainn úhoře zašlápne, žene na něj bohyně v těle vlčice splašené stádo. Následně přebere podobu jalovice s červenýma ušima v čele stáda. Cúchulainn způsobí Morrígan četná zranění a i přes její intervenci v bitvě zvítězí. Morrígan se mu poté zjeví jako stará žena, jež dojí krávu a nabídne mu mléko. On mléko požehná a její rány se zhojí.
Přesto byl Cúchulainnův osud zpečetěn. Když potom Cúchulainn padne v boji, Morrígan se mu v podobě vrány posadí na rameno.
V jiném příběhu se na Samhain potkává s Dagdou před bitvou s Fomoriany.
Když on přijde, ona se umývá v řece, a každou nohu má na jiné straně řeky Unius. Některé zdroje uvádí, že tuto řeku stvořila. Po sexu Morrigan slíbí, že svolá mágy Irska, aby čarovali na pomoc Tuatha Dé Danannům a že zničí Indecha, vládce Fomorianů. Později prý přinesla dvě hrsti plné Indechovy krve a přilila jí do řeky.

## Morrígan v populární kultuře
Bohyně Morrígan např. vystupovala jako vedlejší postava v románu Neila Gaimana Američtí bohové nebo v jedné z řad seriálu Herkules. Také se objevuje v knize Tajemství nesmrtelného Nikolase Flamela, jako velká nepřítelkyně Nikolase a jeho manželky Perenely; dále v dílech Královna zkázy a Psi Avalonu od Marka Chadbourna. Taktéž je jednou z hlavních postav v sérii knih Kroniky železného druida od Kevina Hearneho.
Její postava se také objevila ve známém tanečním představení Lord of the Dance - Feet of flames, Michaela Flatleyho. Svádí zde Pána tance a když odmítne její lásku a dá přednost Saoirse, spojí se s Panem temnot, aby zmařila jeho snahy.